# Ascherode (Buhla)
Ascherode ist ein Ortsteil von Buhla im Landkreis Eichsfeld in Thüringen. Ascherode ist eines der wenigen Dörfer im Landkreis Eichsfeld, die nicht zum historischen Eichsfeld gezählt werden.

## Lage
Ascherode liegt ungefähr 9 Kilometer östlich von Leinefelde-Worbis und südlich der Kerngemeinde Buhla an der Landesstraße 2054 am Ausgang des Tales durch die Bleicheröder Berge (Ziegenrück: 461 m im Nordosten und Hubenberg: 453 m im Nordwesten) in den Eichsfelder Kessel. Unmittelbar südlich verläuft die Bundesautobahn 38.

## Geschichte

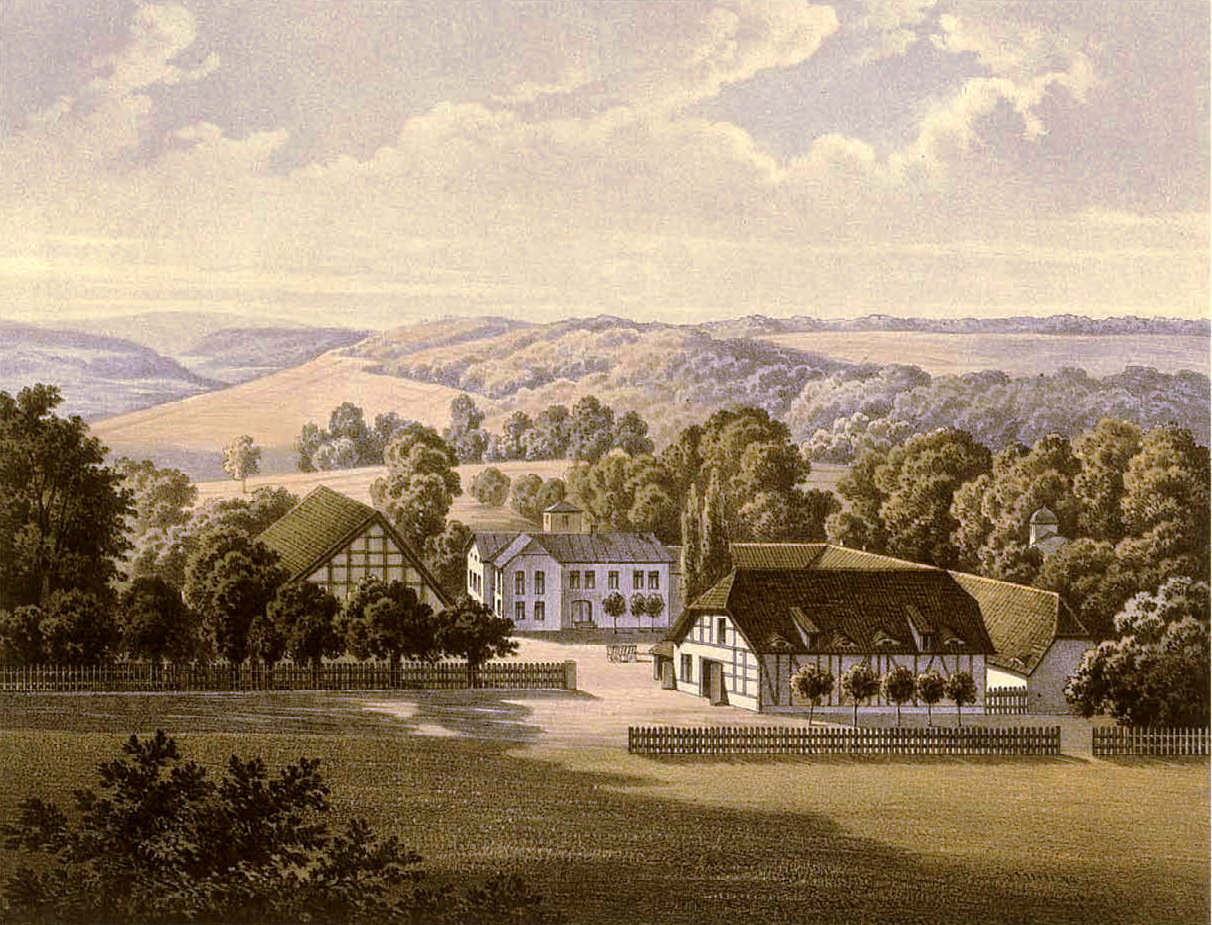
Rittergut Ascherode um 1860, Sammlung Duncker

Am 12. August 1146 wurde Ascherode erstmals urkundlich genannt. Ascherode war Sitz eines befestigten mittelalterlichen Adelshofes. Die Burgstelle lag an der Südostecke des Ortes, wo noch heute Reste der Wallanlage und des befestigten Herrenhofes erkennbar sind. Die Burgstelle diente der Kontrolle und Sicherung des ehemals bedeutsamen Verkehrsweges von Großbodungen über Ammern nach Mühlhausen.
In den Jahren 1615/16 wurde die Kirche St. Paulus errichtet. Am 1. März 1951 wurde Ascherode nach Buhla eingemeindet. 180 Einwohner wohnen heute im Ort.

### Herren von Ascherode
Ab 1259 treten erstmals mit Heinricus senior et Heinricus iunor de Aschazrode Mitglieder der Adelsfamilie von Ascherode in Urkunden in Erscheinung. Sie waren Lehnsnehmer der Grafen von Hohnstein und hatten im Ort einen befestigten Herrensitz oder eine Burg, von der heute noch Reste erkennbar sind. Vermutlich im 15. Jahrhundert ist die Familie erloschen, Nachfolger waren die Herren von Salza. Das Wappen zeigt einen Schrägbalken mit drei Rosen. Mitglieder der Familie waren:
- Heinrich und Burchard von Ascherode (1233, 1248)
- Hermann von Ascherode (1256)
- Heinricus senior et Heinricus iunor de Aschazrode (1259)
- Heinrich von Ascherode (1355) Ritter, Burgmann auf Burg Hohnstein

### Rittergut Ascherode
Das Rittergut wurde vermutlich auf den Resten der mittelalterlichen Anlage errichtet und gehörte zunächst zum Herrschaftsbereich der Grafschaft Hohnstein. Die Besitzer wechselten seit dem 17. Jahrhundert häufiger, letzte Besitzer waren die Grafen von Stolberg. Zum Gut gehörte neben der Land- und Forstwirtschaft auch eine Ziegelei. 1945 wurde das Gut enteignet und die Ländereien an Bauern und Neusiedler verteilt. Die Gutsgebäude wurden dann für verschiedene Zwecke genutzt. Um 1980 wurden diese bis auf einige ehemalige Stallungen abgerissen.

## Persönlichkeiten
- Marie Elisabeth Leonie Gertrud Paula zu Stolberg-Stolberg (* 12. November 1912 in Ascherode; † 16. November 1944 in Düren) war eine Widerstandskämpferin gegen den Nationalsozialismus und Judenhelferin.

## Sehenswürdigkeiten
- Ascheröder Knick mit der Kalten Warte (eine historische Landwehr)